# Jacquelien Scherpen
Jacquelien Scherpen (Schoonebeek, 1966) is een Nederlandse toegepast wiskundige en hoogleraar op het gebied van de meet- en regeltechniek (systems and control), werkzaam binnen de faculteit Science and Engineering aan de Rijksuniversiteit Groningen (RUG). Vanaf september 2023 is zij rector magnificus van deze universiteit.

## Opleiding en carrière
Jacquelien Scherpen groeide op in Schoonebeek en volgde van 1978 tot 1984 haar middelbare-schoolopleiding aan het Katholiek Drents College (tegenwoordig Carmelcollege) in Emmen. Ze studeerde vervolgens toegepaste wiskunde aan de Universiteit Twente, alwaar ze in 1990 haar doctoraaldiploma behaalde, gevolgd door een promotie aan de Universiteit Twente  in 1994. Haar proefschrift Balancing for Nonlinear Systems schreef ze onder begeleiding van Huibert Kwakernaak en Arjan van de Schaft. Van 1994 tot 2006 was ze aangesteld aan de TU Delft, eerst als postdoc, vanaf 1995 als universitair docent en vanaf 1999 als universitair hoofddocent. In Delft werkte ze eerst bij de Regeltechniekgroep van Elektrotechniek en vervolgens bij het Delft Center for Systems and Control bij Werktuigbouwkunde.
In 2006 werd Scherpen hoogleraar aan de RUG, waar ze de succesvolle onderzoeksgroep Discrete Technologie en Productie Automatisering leidt en de groep Smart Manufacturing Systems heeft opgezet.
Ze is directeur van het Groningen Engineering Center en was van 2013 tot 2019 wetenschappelijk directeur van het Engineering and Technology Institute Groningen (ENTEG). Ze is lid van het Jan C. Willems Center for Systems and Control en sinds maart 2020 is ze Captain of Science van de topsector High Tech Systemen en Materialen (HTSM), een koepel van bedrijven, kennisinstellingen en overheden.
Scherpen was gastonderzoeker aan diverse universiteiten, onder andere aan de Universiteit van Tokio (Japan), de Université de Compiegne, de École Supérieur d'Electricité in Parijs (Frankrijk) en bij Nasa Langley/Old Dominion University in Virginia (Verenigde Staten van Amerika).

## Onderzoek en toepassingen
Scherpen is een internationaal toonaangevende wetenschapper op het gebied van de meet- en regeltechniek. 
In januari 2022 had Scherpen ruim 400 publicaties, waaronder 103 artikelen in wetenschappelijke tijdschriften en 16 bijdragen aan wetenschappelijke boeken, op haar naam staan.
Scherpen was associate editor voor de IEEE Transactions on Automatic Control, het International Journal of Robust and Nonlinear Control (IJRNC) en het IMA Journal of Mathematical Control and Information. Zij is lid van het editorial board van het IJRNC.
Haar onderzoek beweegt zich op het snijvlak van de fundamentele wiskunde en toepassingen in de regeltechniek binnen de industrie. Toepassingen van haar onderzoek betreffen bijvoorbeeld robotarmen, samenwerkende machines die dijken inspecteren of slimme energienetwerken.
Scherpen werkt binnen interdisciplinaire projecten  geregeld samen met bijvoorbeeld economen en gedragswetenschappers. Een van de oogmerken daarvan is dat beter kan worden nagegaan in hoeverre mensen bepaalde 'slimme systemen' accepteren, wat hun wensen zijn en wat ze zelf willen blijven regelen. Ze wil met haar onderzoek bijdragen aan betere maatschappelijke acceptatie van dit soort technieken. Ook wil ze door een betere samenwerking van onderzoekers en industrie de innovatiekracht van Nederland vergroten.

## Erkenning
In 2019 werd Scherpen benoemd tot Ridder in de Orde van de Nederlandse Leeuw vanwege haar uitmuntende wetenschappelijke reputatie en het verbreden en versterken van het engineering-onderzoek in Groningen, en vanwege haar verdiensten als docent, bruggenbouwer en mentor en rolmodel voor vrouwelijke studenten. In 2020 won ze de Automatica best paper prize 2017-2020 voor het artikel "Balanced truncation of networked linear passive systems" dat ze schreef met Xiaodong Cheng and Bart Besselink. Daarnaast is ze sinds 1 januari 2021 IEEE fellow. In 2023 ontving ze, in het bijzijn van prinses Beatrix, de Prins Friso Ingenieursprijs en mag ze een jaar lang Ingenieur van het Jaar 2023 noemen.

## Privé
Jacquelien Scherpen is gehuwd en heeft met haar man twee zoons.